# 佐伯大麻呂
佐伯 大麻呂（さえき の おおまろ）は、飛鳥時代から奈良時代にかけての貴族。名は太麻呂とも記される。官位は従四位下・尾張守。勲等は勲四等。

## 経歴
慶雲4年（707年）文武天皇の葬儀に際して、阿倍宿奈麻呂と共に造御竃司を務める（この時の位階は従四位下）。和銅元年（708年）尾張守に任ぜられる。翌和銅2年（709年）に藤原房前による東海道・東山道諸国の巡察が行われた際には、その統治の功績を賞されて田10町・籾200斛・衣一襲が与えられている。
和銅4年（711年）7月9日卒去。最終官位は尾張国守従四位下。

## 官歴
『続日本紀』による。
- 時期不詳：従四位下
- 慶雲4年（707年） 10月3日：造御竃司
- 和銅元年（708年） 3月13日：尾張守
- 和銅4年（711年） 7月9日：卒去（尾張国守従四位下）